# Ali Ahmad Sa'id

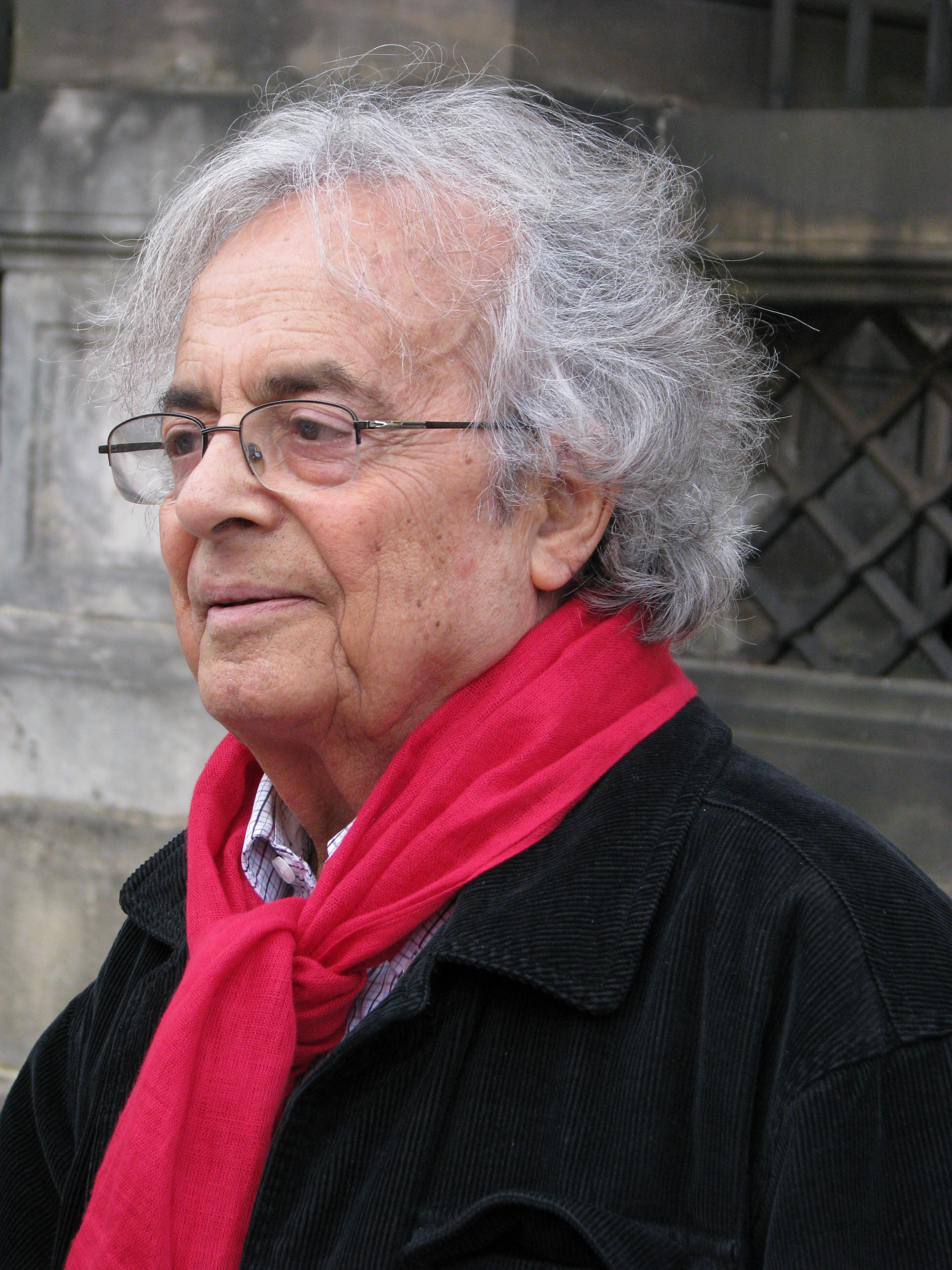
Ali Ahmad Sa'id (2011)

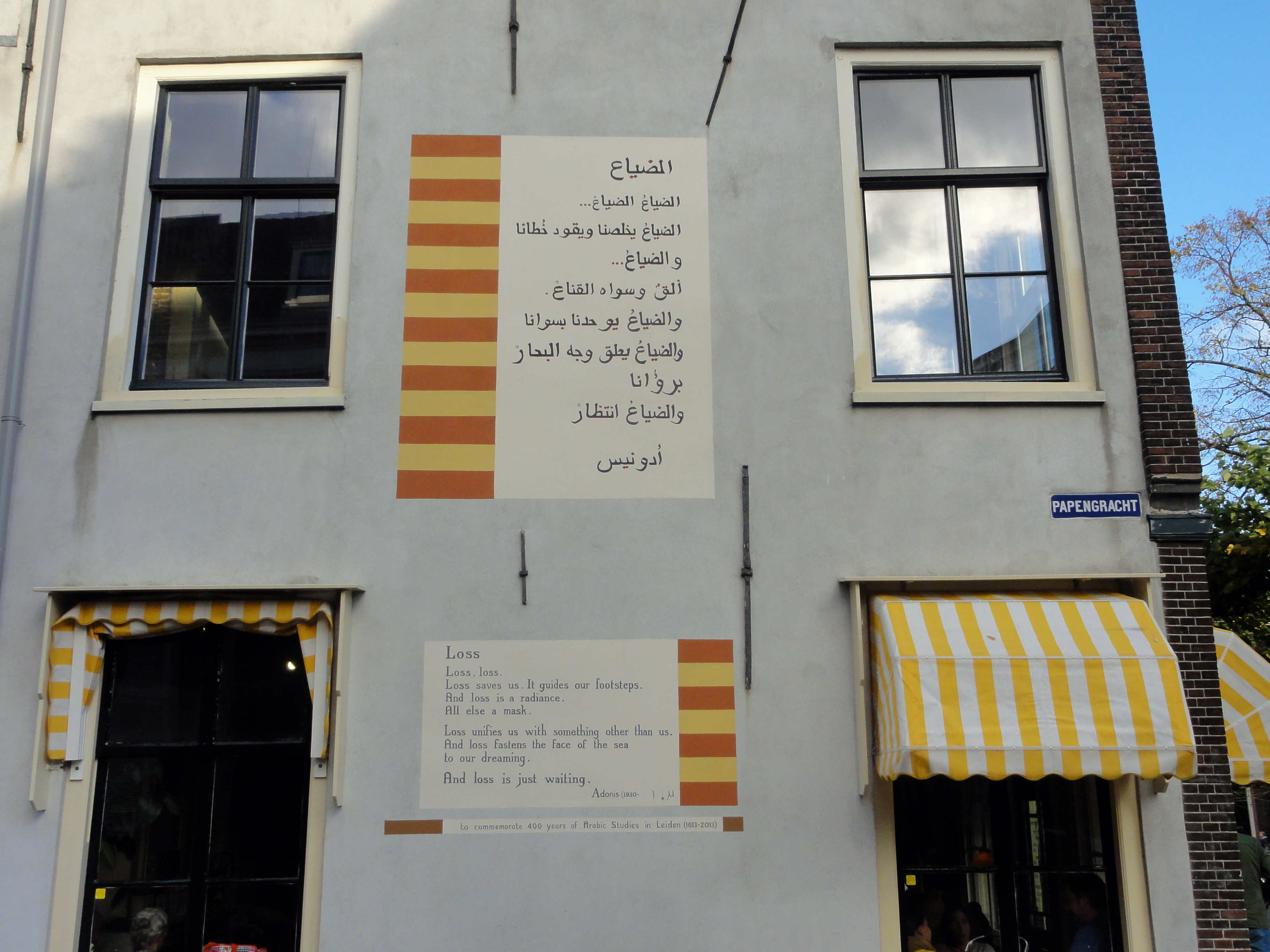
Het muurgedicht Dayâ in Leiden

Ali Ahmad Sa'id (1 januari 1930, Arabisch: علي أحمد سعيد إسبر) is een schrijver en dichter uit Syrië. Hij is bekend onder zijn nom de plume Adonis.

## Leven
Said werd in Qassabin als zoon van een alawitische familie geboren. Hij bezocht het Franstalige lyceum in Tartus. Daarna studeerde hij aan de Syrische Universiteit in Damascus.  
De naam Adonis nam hij aan op zijn 17e. Onder zijn echte naam werd zijn werk niet geplaatst door een aantal tijdschriften. Met deze naam herinnerde hij aan pre-islamitische en mediterrane dichters, die vaak weinig taboes kenden en soms  kritisch waren tegenover religie. 
In 1955  kreeg hij wegens zijn lidmaatschap van een politieke partij een half jaar gevangenisstraf. Daarna ging hij met zijn vrouw in Libanon wonen, waar hij vanaf 1957 met andere gerenommerde schrijvers het avantgardistische tijdschrift Schi’r  („Poesie“) uitgaf. In 1960 nam hij het libanesische Staatsburgerschap aan. 
In 1973 promoveerde hij aan de Sint Joseph Universiteit in Beirut. Sinds 1985 woont hij in Parijs.
Als dichter is hij in de Arabische wereld een omstreden mens. Daarom heeft hij in de jaren zestig gekozen voor vrijwillige ballingschap. Hij werkt sinds de jaren 80 in Genève, Beiroet en Parijs en woont sinds 1985 in Parijs.

## Het boek der steden
In Kitab al-Mudun of Het boek der steden (1999) neemt de dichter een cyclus op van negen gedichten over metropolen in Amerika, Europa en de Arabische wereld. Zijn houding tegenover de grote steden is ambivalent. Hij kent de rijkdom die een metropool biedt, maar ook de beperkingen. Hij herinnert zich hoe hij in zijn geboortedorp Qassabine in Syrië de sterren zag.

## Prijzen
In 2001 kreeg hij de Goethe-Medaille van het Goethe-Instituut. Hij heeft ook de Nonino Prijs voor Literatuur gewonnen. In 2011 ontving hij in Frankfurt de prestigieuze driejaarlijkse Goethe-prijs. In 2016 werd de Prix littéraire Prince-Pierre-de-Monaco aan hem toegekend.

## In Nederland
- In 2010 bracht de Bibliotheek Rotterdam een uitgave uit met een vertaling van een gedicht van Adonis door burgemeester Ahmed Aboutaleb.
- In oktober 2013 werd in Leiden het gedicht Dayâ van Adonis in origineel en Engelse vertaling als muurgedicht aangebracht.

## Publicaties in Nederlandse vertaling
- Adonis: Wat blijft. Vertaling door Kees Nijland en Assad Jaber. Amsterdam, Uitgeverij Jurgen Maas, 2016. ISBN 978-94-91921-17-9
- Adonis: Het vieren van eenzaamheid. Vertaling door Ahmed Aboutaleb. Bibliotheek Rotterdam, 2010. Geen ISBN. (Gedicht van de Maand, project van de stadsdichter van Rotterdam 2009-2010).
- Brug tussen twee culturen. Arabische en Nederlandse poëzie gebundeld. Gedichten van Adonis en andere dichters. Samenstelling: Abderazak Sbaïti (en anderen). Red.: Ronald Kon (en anderen). Amsterdam, Stichting El Hizjra, 1992. ISBN 90-73697-02-6